# Rancho Peñasquitos
Rancho Peñasquitos es una comunidad en el nordeste de la ciudad de San Diego, California.  Rancho Peñasquitos está rodeado por una reserva de un cañón que ofrece senderismo, ciclismo y senderos ecuestres. El rasgo más destacado de la comunidad es una Montaña Negra que se eleva a una altitud de 1500 pies (457,2 m). La población de Rancho Peñasquitos es de 54,289. Rancho Peñasquitos es a menudo confundido con Peñasquitos que está localizado en el código postal 92129.

## Geografía
Rancho Peñasquitos limita:
- En el norte por Black Mountain Ranch y Rancho Bernardo
- En el sur por la Reserva Los Peñasquitos Canyon y Mira Mesa
- En el este por Carmel Mountain Ranch y Sabre Springs
- En el oeste por Torrey Highlands y Del Mar Mesa.

## Historia
La historia nativa americana dentro de la zona se remonta desde hace 7000 años atrás. Los restos de la cultura prehistórica todavía pueden encontrados a lo largo de la comunidad. Rancho de los Peñasquitos fue una de las primeras tierras regaladas mexicanas del condado de San Diego. En 1823, una legua (4243 Acre s; 17 km ²) fue adjudicada al capitán Francisco María Ruiz, un Comandante del Presidio de San Diego. Esta legua estaba en la parte oriental del Cañón de Los Peñasquitos y se extendía desde Sabre Springs y hasta Rancho Bernardo.

### Carreteras principales
La Ruta Estatal 56 atraviesa de este-oeste sobre la parte central de la comunidad. La Interestatal 15 pasa por el lado este de Rancho Peñasquitos.  Black Mountain Road es la arteria principal de norte a sur, y Carmel Mountain Road/Rancho Peñasquitos Boulevard es la arteria principal de este a oeste.

## Eventos comunitarios
- Fiesta de los Peñasquitos es una fiesta callejera celebrada los primeros domingos de mayo.
- En honor del Cuatro de Julio, la preparatoria Westview High School celebra con un show de fuegos artificiales (en la cual era celebrado por la preparatoria Mt. Carmel High School).
- Christmas Card Lane (empezando desde la Calle Oviedo - hasta Black Mtn. Rd) desde el 10 de diciembre hasta el 31 de diciembre.

## Parques
- PQ Skate Park
- Canyonside Recreation Center
- Hilltop Recreation Center
- Black Mountain Open Space Park
- Los Peñasquitos Canyon Preserve

## Escuelas
Rancho Peñasquitos está dentro del Distrito Escolar Unificado de Poway.